# Juan Antonio Borges
Juan Antonio Borges  (16 de febrero de 1900, Treinta y Tres, Uruguay-22 de diciembre de 1984, Montevideo) fue un médico, escritor y director de cine, uno de los pioneros del cine uruguayo.

## Reseña biográfica
Borges nació en la ciudad de Treinta y Tres pero muy joven se trasladó a Montevideo, donde estudió medicina. Mientras era estudiante, llevó adelante el proyecto de filmar un primer largometraje de ficción titulado Puños y nobleza, protagonizado por el famoso boxeador Angelito Rodríguez. Si bien la película se filmó en su totalidad, no fue estrenada por desacuerdos entre la producción y el director.
Tres años más tarde, Borges insistió en sus intenciones de realizar otro largometraje y consiguió financiación para filmar Almas de la costa, el largometraje de ficción más antiguo que se conserva en Uruguay, estrenado en 1924. La película cuenta la historia de una mujer, Nela, que vive junto con su hijo en la costa montevideana, cerca de Malvín y Buceo, y que es acosada por un pescador. Llega al barrio un hombre que la defiende, pero la mujer enferma de tuberculosis. Luego de una temporada internada en el hospital, los médicos logran salvarla. Hay en la trama también un triángulo amoroso: Nela, personaje principal, que se enamora de Jorge, quien a su vez es seducido por Clarisa, la hija de un médico que trata la tuberculosis de Nela.
Luego de egresar como médico, Borges volvió a vivir en el interior del país y dejó a un lado su actividad cinematográfica. Sin embargo, escribió varias piezas teatrales sobre las dificultades de la vida rural junto a su esposa, Elsa Fernández.
En 1964, la Cinemateca Uruguaya le rindió un homenaje al cumplirse los cuarenta años del estreno de Almas de la costa. Dicha película fue restaurada muchos años después por el cineasta Nelson Carro en la Cineteca Nacional de México y reestrenada en el Festival Internacional de Cine, en 2015.

## Películas
- Puños y nobleza (1919)
- Almas de la costa (1924)

## Libros
- Miel amarga (1937)
- Agua turbia (1939)
- Loj´infelise. Tres angustias en siete cuadros (1941)
- Tierra ajena. Drama campesino en dos angustias y una esperanza (1943)
- María Victoria. Drama campesino en tres jornadas (1945)
- Un pueblo en el camino. Drama rural en tres actos y cuatro cuadros (1948)